# Trichoxys melanotelus
Trichoxys melanotelus är en skalbaggsart som först beskrevs av White 1855.  Trichoxys melanotelus ingår i släktet Trichoxys och familjen långhorningar. Inga underarter finns listade i Catalogue of Life.